# Hans Heinrich Lammers

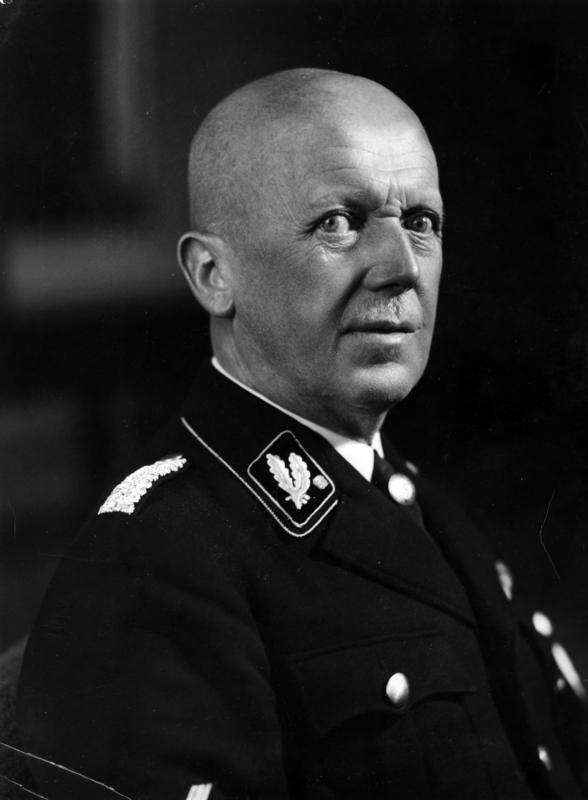
Hans Heinrich Lammers (1937)

Hans Heinrich Lammers (Lublinitz, Alta Silesia; 27 de mayo de 1879 - Düsseldorf, 4 de enero de 1962) fue un jurista alemán y prominente procurador de la Alemania nazi con el grado de Obergruppenführer que fungió como Jefe de la Cancillería del Tercer Reich desde 1933 hasta 1945.

## Biografía
Hans Heinrich Lammers nació en 1879 en Lublinitz, Alta Silesia (hoy parte de Polonia). Hijo de un veterinario protestante, estudió derecho en la Universidad de Breslavia y más tarde se doctoró en Derecho en la Universidad de Heidelberg. En 1912 Lammers fue nombrado juez interino en Breslavia y luego juez en Beuthen. El 29 de abril de 1913 se casó y tuvo dos hijas, nacidas en 1914 y 1918 respectivamente.
Durante la Primera Guerra Mundial, Lammers ingresó en el 51.º regimiento de infantería, recibiendo en 1914 la Cruz de Hierro de Primera Clase. Terminada la guerra, continuó su carrera de abogado afiliándose al Partido Nacional del Pueblo Alemán (DNVP), en el que llegó a ocupar el cargo de Subsecretario del Interior en 1922.
En 1932 se unió al Partido Nacionalsocialista Obrero Alemán con el n.º 1010355 y, un año después, a las SS con el n.º 118401. Nombrado Jefe de la Policía (ORPO) con el grado de Oberführer, consiguió un fulgurante ascenso gracias al favor de Hitler, quien lo nombró Jefe de la Cancillería del Reich con el grado de Obergruppenführer ese mismo año.

#### El comité de tres y final de la guerra
Lammers asesoró jurídicamente prácticamente a todos los departamentos del gobierno de Hitler. Por sus manos pasaban todos los proyectos de acuerdos, leyes penales, tratados internacionales y decretos, que eran estudiados minuciosamente por él antes de pasar a las manos de Bormann y Hitler. Ocupó una posición preponderante en el ámbito judicial del Tercer Reich, asesorando personalmente a Hitler desde temas de Derecho Internacional a testamentos y divorcios (como es el caso de Hermann Esser). Lammers tenía la misión de legalizar todos los deseos políticos de Hitler, gracias a lo que consiguió gran influencia en la cancillería.
Junto con Martin Bormann, secretario personal del Führer desde 1942 y Wilhelm Keitel, Lammers formó parte del "comité de tres", en el que se buscaba legalizar las maquinaciones e intrigas de Bormann para sacar del círculo de confianza de Hitler a personalidades que consideraban demasiado preponderantes y por tanto amenazantes para las aspiraciones de Bormann. Sin embargo, mientras avanzaba la guerra, Lammers fue perdiendo gradualmente influencia en el escenario político.
Durante la batalla de Berlín, el 23 de abril de 1945, Lammers apoyó con respaldo jurídico-técnico a Hermann Göring para usufructuar el vacío de poder que iba dejando Hitler en los últimos estertores del Tercer Reich, por lo que fue detenido junto con Göring en sus propios domicilios acusados de traición. Hitler le reclamó un suicidio honroso, pero Lammers no lo llevó a cabo. Sin embargo su esposa, Elfriede, y su hija, Ilse Hoffmann, se suicidaron en oscuras circunstancias el 8 y 10 de mayo de 1945 respectivamente en Obersalzberg. Más tarde Lammers sería capturado por los aliados.

#### Posguerra
Lammers sirvió de testigo de cargo de la acusación en los Juicios de Núremberg contra varios de los acusados, sentado posteriormente en el banquillo como acusado en el Juicio de los Ministerios por su colaboración en las políticas del Tercer Reich, en particular en el contexto de la solución final. Fue condenado a 20 años de prisión que a instancia del fiscal militar de los EE. UU, John McCloy, fue reducida a 10 años para todos los condenados a penas de larga duración. Sin embargo, debido a su salud y precariedad física fue indultado en 1952.
Lammers falleció en Düsseldorf el 4 de enero de 1962, a los 82 años, y fue enterrado junto a su esposa e hija en Berchtesgaden.